# Синагога у Зрењанину
Синагога у Зрењанину или Великобечкеречка синагога је назив за јеврејски храм који је постојао у Зрењанину од 1896. до 1941. године. Синагога се налазила на углу данашње Јеврејске и Сарајлијине улице у градском центру Зрењанина, који се раније називао „Чивутски сокак” због бројних Јевреја који су живели у том кварту. Пројектовао ју је мађарски архитекта Липот Баумхорн и грађена је од 1894. до 1896. године. Свечано је освештана 17. августа 1896. године за 66. рођендан цара Франца Јозефа. Срушена је у априлу 1941. године, током немачке окупације.

## Стилска обележја
Синагога у Зрењанину је била први самостални пројекат мађарског архитекте Липота Баумхорна. Рађена је по узору на синагогу у Франкфурту.. Грађена је у маварском стилу са изузетно декоративном фасадом. Фасада је била вишебојна, са површинама у жутој опеци и омалтерисаним површинама на којима су биле смештене бифоре, трифоре и розете. У изградњи је коришћен разнобојан материјал, што је био један од узрока раскошног изгледа. Основа спољашњег изгледа су биле тробродне базилике са предворјем, из чијег средишта се уздизала купола са вишеугаоном основом и лантерном на врху. Трапезасти полустубови су наглашавали углове улазе у храм, а протезали су се дуж фасаде, чиме су наглашавали вертикалност синагоге, а завршавали су се бакарним куглама у зони крова. Кров је био покривен бакарним лимом.

## Рушење синагоге
Зрењанинска синагога је срушена 1941. године. Нацистичком окупацијом града, започето је пљачкање, депортовање и убијање Јевреја. Јозеф Гион, нови градоначелник и др Сеп Јанко, вођа немачке народносне групе у Банату, су подржали иницијату Јиргена Вагнера да се сруши синагога. Синагога је најпре демолирана, а након што су из ње извучене драгоцености, минирана је. Од драгоцености из Зрењанинске синагоге, данас се могу видети оргуље, које су од немачких власти откупили руководиоци Реформатске цркве, где се и данас налазе.